# جون جيرارد
جون جيرارد (بالإنجليزية: John Gerard)‏ (نحو 1545-1612) عالم نباتات إنجليزي له حديقة أعشاب كبيرة في لندن. كان مؤلفًا لصفحات مصورة من كتاب الأعشاب، أو التاريخ العام للنباتات، وعددها 1484 والتي نُشرت لأول مرة عام 1597. أصبح الكتاب الأكثر انتشارًا في علم النبات باللغة الإنجليزية في القرن السابع عشر. باستثناء إضافات بعض النباتات من حديقته ومن أمريكا الشمالية، فإن أعشاب جيرارد هو إلى حد كبير ترجمة إنجليزية غير معترف بها لأعشاب رمبيرت دودوينز، التي نشرت في 1554، وهي نفسها ذات شعبية كبيرة في الهولندية، اللاتينية، الفرنسية وغيرها من الترجمات الإنجليزية. يحتوي كتاب الأعشاب الخاص بجيرارد على رسومات غزيرة وعالية الجودة للنباتات، مع نقوش خشبية للطابعة مستمدة إلى حد كبير من مصادر أوروبية قارية، ولكن هناك صفحة عنوان أصلية تحتوي على نقش على لوح نحاسي بواسطة وليام روجرز. بعد عقدين من وفاة جيرارد، صُحح الكتاب ووسِع إلى نحو 1700 صفحة. سمي الجنس النباتي جيرارديا على شرف جيرارد.

## حياته

### النشأة والتعليم
ولد جيرارد في نانتويتش، شيشاير، نهاية عام 1545، وتلقى تعليمه الوحيد في ويلستون القريبة، على بعد نحو ميلين. لا يوجد شيء معروف عن نسبه، لكن شعار النبالة الموجود على كتابه الأعشاب يشير إلى أنه كان عضوًا في إينس جيرارد. نحو السابعة عشر من عمره في عام 1562، أصبح متدربًا لألكسندر ماسون (والذي توفي في 3 أبريل 1574)، وهو حلاق جراح في (شركة الحلاقين والجراحين) في لندن. كان لدى ماسون ممارسة جراحية كبيرة وحصل مرتين على رتبة أمين في الشركة، وأصبح فيما بعد رئيسًا. عمل جيرارد جيدًا هناك، وقًبل بحرية الشركة في 9 ديسمبر 1569 وسُمح له بفتح عيادته الخاصة. على الرغم من أنه ادعى أنه تعلم الكثير عن النباتات من السفر إلى أجزاء أخرى من العالم، يبدو أن رحلاته الفعلية كانت محدودة. على سبيل المثال، في وقت ما في شبابه المتأخر، قيل إنه قام برحلة واحدة إلى الخارج، ربما بصفته جراحًا على متن سفينة تجارية أبحرت حول بحر الشمال والبلطيق، لأنه أشار إلى كل من الدول الاسكندنافية وروسيا في كتاباته.

### الحياة اللاحقة، والأسرة، والموت
تزوج جيرارد آن (أو ربما أغنيس)، التي توفيت عام 1620، وكان لديهما خمسة أطفال، لم ينج منهم سوى طفل واحد، وهو إليزابيث. قضى حياته الكاملة في لندن، بالقرب من نزل بارنارد، بين شارعي تشانسري لين وفيتر لين. يُعتقد أنه أقام في شقة مع حديقة مملوكة للورد بورغلي. بعد وفاته في فبراير 1612، دُفن في سانت أندروز، هولبورن في 18 فبراير، لكن القبر لا يحمل علامات.

### حياته المهنية
حقق جيرارد مسيرة مهنية ناجحة مع شركة الحلاقين -الجراحين. أصبح عضوًا في محكمة المساعدين (مجلس الإدارة) في 19 يونيو 1595، على الرغم من اتهامه بتشويه سمعة زوجة زميل في عام 1578. عُين ممتحنًا للمرشحين للقبول بحرية الشركة في 15 يناير 1598، وأمينًا ناشئًا في أغسطس 1597، تحت قيادة جورج بيكر. بعد نزاع آخر مع كبير الأمناء، تخلى عن منصبي «الأمين الثاني والحاكم الأعلى» في 26 سبتمبر 1605، ولكن سوي هذا الأمر، وفي 17 أغسطس 1607 انتخِب رئيسًا للشركة. في سجلات الشركة، التي نُشرت عام 1890، تظهر سيرة جيرارد الذاتية تحت قائمة «الأعضاء البارزين».